# Bedford (Texas)
Bedford város az USA Texas államában, Tarrant megyében. Lakosainak száma 49 928 fő (2020. április 1.).

## Népesség
A település népességének változása:

| 2010 | 46 979 |
| 2020 | 49 928 |